# Astragalus strigillosus
Astragalus strigillosus är en ärtväxtart som beskrevs av Aleksandr Andrejevitj Bunge. Astragalus strigillosus ingår i släktet vedlar, och familjen ärtväxter. Inga underarter finns listade i Catalogue of Life.